# Ֆ

Ֆとֆ

筆記体

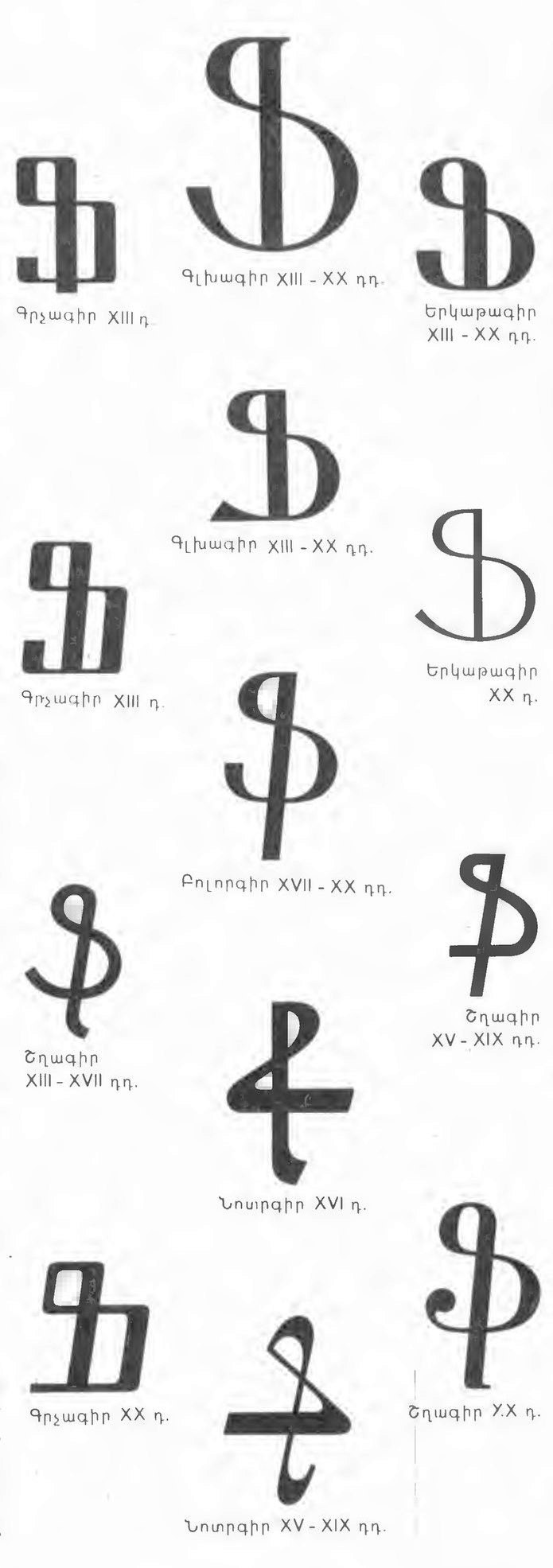
Ֆとֆの様々な書体

Ֆ, ֆ（アルメニア語: ֆեまたはֆէ、発音はfe）は、アルメニア文字の伝統アルファベットで38番目（最後）の文字（アルメニア共和国の正書法では39番目）である。1037年に「Մուֆարզինն」という単語で初めて出現した文字である。

## 使用
現代の東アルメニア語・西アルメニア語では無声唇歯摩擦音[f]を表す（アルメニア文字が発明された時期にこの発音はなかった）。ラテン文字化する時は「F」と記す。

## 書体

## 符号位置
| 文字 | Unicode | JIS X 0213 | 文字参照        | 備考 |
| ---- | ------- | ---------- | --------------- | ---- |
| Ֆ    | U+0556  | -          | &#x556; &#1366; |      |
| ֆ    | U+0586  | -          | &#x586; &#1414; |      |